# Confiteria Padreny
La Confiteria Padreny és una confiteria de Reus que va obrir Josep Padreny Güell l'any 1815.
La família Padreny provenia de Sarral, on encara hi ha la casa pairal dels Padreny en una plaça que porta el seu nom. L'any 1914 Josep Padreny, mestre confiter, va anar a Tarragona i va obrir una botiga de dolços en un local proper a la Catedral. El difícil ambient de la postguerra (la guerra del Francès havia durat des del 1808 fins aquell any de 1814) i la crisi econòmica el va portar fins a Reus, on l'any següent va muntar un obrador en unes golfes del carrer de la Presó.
Després de 25 anys, el 1840 el comerç es va traslladar a la seva ubicació actual, al carrer de l'Hospital. La filla de Josep Padreny, Maria Padreny Vilà, va seguir al davant de la botiga de dolços, i es va casar amb Jaume Gilabert Clariana, mestre confiter. El fill, Jaume Gilabert Padreny, i la filla gran, Assumpta Gilabert Padreny van continuar el negoci, que va adquirir una gran importància a la ciutat. Jaume Gilabert Padreny, ben relacionat amb el comerç local i amb l'exportació, va presentar el seus productes a diversos certàmens internacionals, i així, l'any 1926, va guanyar un premi a Lieja (Bèlgica), i el 1927 a Roma. Entre el 1926 i el 1935 es van fer diverses ampliacions al local i es va modernitzar la maquinària.
Els fets de la Guerra Civil espanyola a Catalunya van portar a la col·lectivització del negoci a inicis de 1937. Els treballadors dirigien l'establiment, i la Casa Padreny va formar part de la Societat de Confiters i Rebosters de Reus. Van reprendre l'activitat de l'establiment a la postguerra, i els germans Jaume i Assumpta, el 1947 eren els gerents mancomunats. El nom era Antiga Casa Padreny, i van tornar a ser un referent dins del sector de rebosteria. De manera permanent es van renovar elements del el local i de la maquinària, però la gran reforma de la botiga es va fer el 1992, adequant el disseny del local i incorporant la secció de fred als taulells de la botiga.
El 2009, la Generalitat de Catalunya li va atorgar el Premi al Comerç Centenari juntament amb tres altres establiments de la província de Tarragona. Va ser guardonada amb el Premi Ser Botiguer de la Cambra de Comerç de Reus amb ocasió del seu bicentenari. El 2015 va rebre el Premi Nacional d'Establiments Centenaris. La confiteria, coneguda pels seus panellets i el seu menjar blanc, exporta els seus dolços arreu del món.